# Jan Neliba
Jan Neliba (* 5. září 1953, Příbram) je hokejový trenér a bývalý československý hokejista.

V současné době působí u kladenské mládeže, vede sedmou třídu a mladší dorost.

Jeho přezdívka je Fugas. Jako trenér dříve dovedl k českému titulu třikrát HC Vsetín a v ročníku 2011/2012 slavil se Slovanem Bratislava titul ve slovenské nejvyšší soutěži. Během aktivní hráčské kariéry se celkem pětkrát stal mistrem Československa.

## Hráčská kariéra
S hokejem začal ve Slavoji Obecnice, odkud v šestnácti letech přestoupil do dorostu PZ Kladno, se kterým se v letech 1970 a 1971 stal mistrem republiky dané věkové kategorie. V sezóně 1972/1973 se stal hráčem kladenského A-mužstva, kde nastupoval převážně jako pravý obránce. V Kladně hrál až do začátku vojenské služby, kterou strávil v Dukle Jihlava. V roce 1976 se vrátil zpět do Kladna, kde sehrál celkem 629 utkání a vstřelil 65 branek (v první lize odehrál celkem 374 utkání a vstřelil 30 branek). S Kladnem celkem čtyřikrát slavil mistrovský titul a zůstal klubu věrný i po sestupu v sezóně 1985/1986. Hokej si nakonec zahrál i v zahraničí, když nastupoval za finský tým Rauma Lukko.
V roce 1980 byl členem reprezentačního týmu na zimních olympijských hrách v Lake Placid. V reprezentačním dresu sehrál celkem 59 utkání a vstřelil 4 branky.

### Statistiky reprezentace
| Turnaj       | Místo konání                   | Z | G | A | B | Umístění            | Soupisky          |
| ------------ | ------------------------------ | - | - | - | - | ------------------- | ----------------- |
| ZOH 1980     | USA (Lake Placid)              | 5 | 0 | 1 | 1 | 5. místo            | Soupiska ZOH 1980 |
| MS 1981      | Švédsko (Stockholm a Göteborg) | 6 | 0 | 0 | 0 | Bronzová medaile    | Soupiska MS 1981  |
| KP 1981      | Severní Amerika                | 2 | 0 | 0 | 0 | prohra v semifinále | Soupiska KP 1981  |
| Celkem na MS |                                | 6 | 0 | 0 | 0 |                     |                   |
| Celkem na OH |                                | 5 | 0 | 1 | 1 |                     |                   |

## Trenérská kariéra
Po ukončení své hráčské kariéry se ujal role trenéra. Začal v Kladně, kde v sezoně 1993/1994 tvořil se Zdeňkem Müllerem trenérskou dvojici. A-tým Kladna se pod jejich vedením stal vítězem základní části extraligy a v bojích play-off skončili třetí. Jan Neliba je tak podepsán pod dosud nejlepším výsledkem Kladna v samostatné české extralize. Kladno společně vedli ještě v sezonách 1994/1995 a 1995/1996. Ve všech těchto sezónách dovedli tým do play-off.
Po odchodu z Kladna vedl HC Vsetín, kde slavil celkem tři mistrovské tituly. První v sezóně 1997/98, druhý hned o rok později. Po zisku prvních dvou titulů odešel na dvouleté zahraniční angažmá do Finska, kde vedl tým Kalpa Kuopio. Po návratu do České republiky se na vsetínskou střídačku postavil znovu a v sezóně 2000/2001 s ním slavil zisk třetího titulu mistra republiky. Kromě Vsetína pak vedl v extralize ještě České Budějovice a HC Oceláři Třinec. Několik let působil jako trenér na Slovensku v Martině.
V 1. lize vedl Most, Mladou Boleslav a Znojmo. Od roku 2010 působil jako kouč juniorky v Ústí nad Labem. Sezónu 2011/12 započal u juniorky HC Slovan Bratislava. V průběhu ročníku však zkušený Neliba nastoupil k bratislavskému A-týmu a pozvedl jejich výsledky, díky nimž se v základní části vytáhli na třetí místo. V play-off však tým celkem hladce proklouzl do finále, kde porazil vítěze základní části Košice a stal se mistrem slovenské extraligy pro rok 2011/2012. Tým se po této sezóně přesunul do KHL a Jana Nelibu na střídačce vystřídal jiný český kouč, Rostislav Čada. V říjnu 2012 tedy převzal po odvolaném Kanaďanovi Kevinu Primeaurovi maďarský Székesfehérvár, který působil v rakouské EBEL Lize, kde setrval do konce ročníku 2012/2013. Poté se vrátil do slovenské extraligy, kde převzal MsHK Žilina. Po úspěšném vstupu do sezóny tým ve druhé čtvrtině základní části výsledkově uvadl a Neliba byl od týmu 3. prosince odvolán.
Bez angažmá však nezůstal dlouho. Jeho mateřské Kladno nezažívalo příliš povedenou sezonu a ačkoli vedení klubu dlouho otálelo, nakonec se přece jen rozhodlo 18. prosince 2013 odvolat stávajícího trenéra Zdeňka Vojtu i oba asistenty. Dlouho se spekulovalo, kdo Kladno převezme. Vedení klubu nakonec angažovalo mimokladenského Jiřího Čelanského. Pozice asistentů už ale obsadili odchovanci klubu – Josef Zajíc a Jan Neliba. Návrat do české extraligy a po dlouhých letech také do mateřského Kladna se však vůbec nevydařil. Tým se herně ani výsledkově nezvedl a poměrně brzy bylo jasné, že bude muset bojovat u udržení extraligy. Tým však i v baráži podával velmi špatné výkony a již tři kola před koncem bylo jasné, že sestoupí do 2. nejvyšší soutěže. Nelibův návrat na Kladno měl velice hořkou příchuť, navíc se prakticky po celou dobu působení tohoto tria trenérů objevovaly spekulace, že mezi trenérem Čelanským a jeho asistenty panují určité spory. Ať už byla pravda kdekoli, pro mužstvo skončila sezóna 2013/2014 tím nejhorším možným výsledkem.
Po sezóně nebyla z pochopitelných důvodů trenérům nabídnuta nová smlouva, tedy skončili oba asistenti – Neliba i Zajíc, zatímco ale Čelanský zůstal. Neshody s hlavním trenérem Čelanským, o nichž se během sezóny spekulovalo, samotný Neliba poté, co mu vedení nenabídlo novou smlouvu, potvrdil. Vzhledem k tomu, že již byla většina trenérských míst obsazena, bylo pro Jana Nelibu těžké sehnat nové angažmá. To nakonec nečekaně nalezl ve druholigovém týmu HC Řisuty, kde vystřídal svého bývalého spoluhráče Jana Novotného.
Po skončení sezony Neliba přijal nabídku od Jiřího Kopeckého, nového manažera mládeže v Kladně, aby se vrátil do mateřského klubu a působil u 8. třídy a mladšího dorostu. Jeho cesta tak potřetí v trenérské kariéře míří do Kladna, tentokrát však k mládežnickým celkům.